# Friedrich Geissler (Kupferstecher)
Friedrich Geissler (auch: Johann Martin Friedrich Geissler oder Friedrich Geißler; * 31. März 1778 in Nürnberg; † 9. Januar 1853 in Nürnberg) war ein deutscher Zeichner, Radierer und Kupferstecher.

## Leben

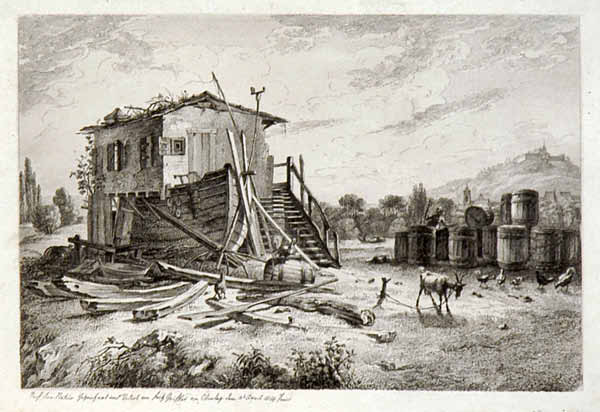
„Paris - ein in eine Hütte umgebautes altes Boot. Nach der Natur gezeichnet am Ostertag den 16ten April 1814“,
Radierung, 1814

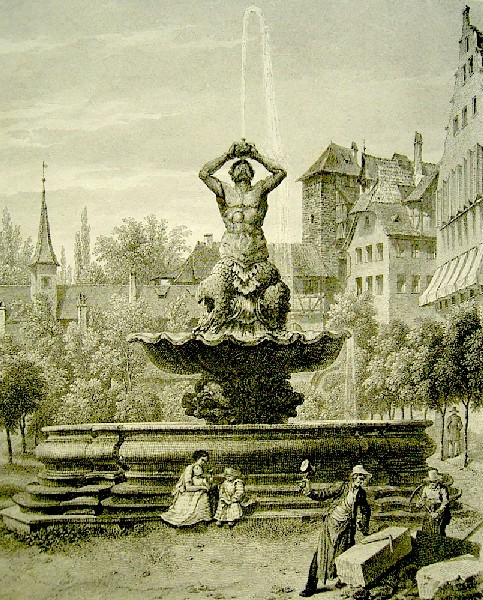
Der Nürnberger Tritonbrunnen;
Stahlstich nach Philipp Walther

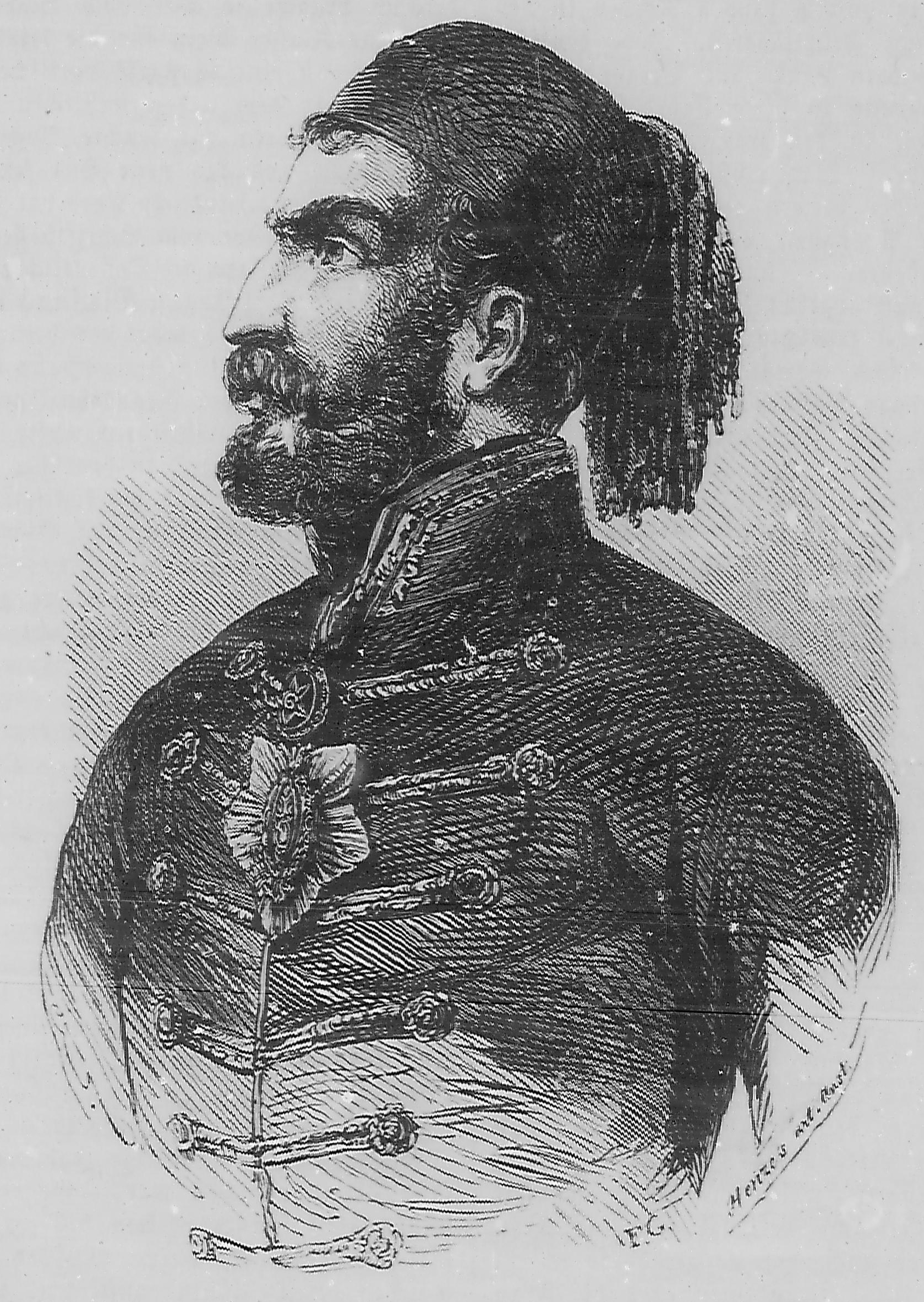
Der osmanische General Omar Pascha; Holzstich in der Zeitschrift Die Gartenlaube, 1853

1791 bis 1797 genoss Friedrich Geißler eine Ausbildung bei dem Kunsthändler und Verleger Johann Friedrich Frauenholz in Nürnberg. Ab 1797 bis 1803 war er Schüler von Gustav Philipp Zwinger und von dem Freund und Kupferstecher Heinrich Guttenberg in Nürnberg. Zwischen 1803 und 1814 hielt er sich zusammen mit Albert Christoph Reindel in Paris auf, wo sie bei ihrem Nürnberger Lehrer Heinrich Guttenberg, sowie an der École des Beaux-Arts studierten. 1812 nahm Geißler am Pariser Salon teil. 1814 nahm er eine Tätigkeit in Nürnberg als Vignetten- und Landschafts-Kupferstecher auf.
Vom Jahr 1832 an wendete er sich dem Stahlstich unter Anleitung von Friedrich Fleischmann zu.